# Municipio de Stafford (condado de Greene)
El municipio de Stafford (en inglés: Stafford Township) es un municipio ubicado en el condado de Greene en el estado estadounidense de Indiana. En el año 2010 tenía una población de 448 habitantes y una densidad poblacional de 4,81 personas por km².

## Geografía
El municipio de Stafford se encuentra ubicado en las coordenadas 38°56′56″N 87°10′37″O / 38.94889, -87.17694. Según la Oficina del Censo de los Estados Unidos, el municipio tiene una superficie total de 93.17 km², de la cual 92,76 km² corresponden a tierra firme y (0,44 %) 0,41 km² es agua.

## Demografía
Según el censo de 2010, había 448 personas residiendo en el municipio de Stafford. La densidad de población era de 4,81 hab./km². De los 448 habitantes, el municipio de Stafford estaba compuesto por el 99,55 % blancos, el 0,45 % eran afroamericanos. Del total de la población el 0,67 % eran hispanos o latinos de cualquier raza.